# MAPLUS ポータブルナビ
MAPLUS ポータブルナビ（マップラス ポータブルナビ）は、PlayStation Portable（PSP）用のナビゲーションソフト。厳密にはゲームソフトではない。
PSP専用グローバル・ポジショニング・システムGPSレシーバー（PSP-290）とソフトをPSPにセットすることでPSPをカーナビとして使うことが出来る。もちろん徒歩でも利用可能。
ソフトには日本全国の道路地図（1/25,000）と約65万件の施設データが入っており、目的地を入力することで目的地までの道順を表示しつつ、音声によるナビゲーションを行ったり、周囲にある様々なお店などの施設を表示したり、自分の歩いた経路を記録することなどができる。施設などのポイントはユーザーが自分で入力したり、公式サイトからのダウンロードにより追加することもできる。原理としてはGPSレシーバーによって人工衛星からの電波を受信し、現在位置と座標を割り出し、画面上に表示させている。
ソフトだけのものは定価7,140円、定価6,000円のGPSレシーバーを同梱したものは定価10,500円となっており、同梱版の方が3,000円ほど割安。
教育・データベースソフトとしては異例の10万本のヒット作となった。
PND版もある。
- 2007年12月20日には機能を大幅に向上させた新バージョン『MAPLUS ポータブルナビ2』が発売された。

- 2009年9月10日、さらに機能を向上させ、360°スカイビューや海外のナビゲーションを可能にした『MAPLUS ポータブルナビ3』が発売された。

## 操作方法
- 方向キー、アナログパッド…カーソル移動
- ○ボタン…決定
- ×ボタン…キャンセル
- △ボタン…地図の縮尺を小さくする　地図のサイズは25m単位から800m単位まで6段階に拡大縮小できる
- □ボタン…地図の縮尺を大きくする
- L、Rボタン…地図を回転させる。L+Rボタン同時押しで北が上になる。
- セレクトボタン…コマンドメニューを表示させる

目的地を決める、目的地にする、表示モード変更、地点を探す、おこのみスポット、おすすめスポット、あしあと、その他の8種類があり、目的に応じて様々な使い方ができる。
- スタートボタン…現在位置に戻る

表示モード変更
コマンドメニューから画面の表示方法を切り替えることが出来る。通常は「ノースアップ」モードとなっており、画面の上が常に北になっている。「ヘッドアップ」モードでは自分が向いている方向が画面の上になる。

## 検索方法

### 住所から
都道府県、市区町村、町名・丁目を選択する。住所が分かっている場合に使用する。

### ジャンルから
目的に応じた場所を表示させて、その中から選択する。都道府県を指定することで全国の施設を検索できる。自分の知らない施設の検索に使用する。
- 見る

美術館・博物館、動物園・植物園、水族館、神社、寺院、城・城跡、史跡・名勝、ホール・劇場、見るその他
- 遊ぶ

遊園地、公園、ゴルフ場、キャンプ場、海水浴場、スキー場、競輪・競馬・競艇等、遊ぶその他
- 食べる

ファーストフード、ファミレス
- 買う

コンビニ、デパート、スーパー、買うその他
- 温泉・宿泊

温泉、宿泊施設
- 交通

ガソリンスタンド、駐車場、インターチェンジ・出入り口、サービスエリア、パーキングエリア、JCT、道の駅、鉄道駅、空港、フェリー乗り場、ヘリポート
- 公共

都道府県庁、市区役所・役場、警察署、交番、消防署、学校、公共その他
- 生活

銀行、郵便局、病院、図書館
- その他

企業、ビル、ダム、墓園

### 周辺
周辺にある観光スポット、食事スポット、コンビニ、駅、ガソリンスタンド、警察署、銀行、郵便局、医療施設、バス停などを表示させ、検索する。
- 観光スポット　「カメラのマーク」

動物園、公園、寺院、遺跡、博物館、美術館、体育館、映画館、ホール、プール、キャンプ場、ゴルフ場、など
- 食事スポット　「ナイフとフォークのマーク」

- コンビニ　「24」

- 駅　「電車のマーク」

- ガソリンスタンド　「GS」

- 駐車場「P」

- 警察署「パトカーのマーク」

- 銀行「￥」

- 郵便局「〒」

- 病院、診療所「救急車のマーク」

- バス停

### 履歴から
今までに入力した場所や、行った事のある場所を選択する。

### 経度緯度から
経度と緯度を直接入力する。ただし、日本国外の座標を入力した場合は地図がないため使えない。

### おこのみ
あらかじめ入力してあった「おこのみスポット」から選択する。おこのみスポットのデータは公式サイトからダウンロードすることもできる。自分で入力することもできる。

### 駅
駅名をひらがなで入力し、その駅を検索する。

### キーワード
探したいキーワードを入力する事で、関連項目を検索する。

## その他
GPSレシーバーなしでも使用可能だが、その場合は衛星からの電波を受信して現在位置を表示させることはできないため手動で現在位置などを入力することになる。
公式サイトからデータをダウンロードすることでおすすめスポットなどのデータを追加することもできる。
「GPS情報を見る」では現在使用可能な人工衛星の情報を見ることができる。この画面で表示される人工衛星が多ければ情報が正確になり「2D」から「3D」になり、立体的な状況も把握できるが、表示される数が少ない場合は位置情報を取得できず、画面の左下に「NG」と表示される。また、一番始めに起動した時は「WAIT」と表示され、その間は位置情報を計算する。